# Éliminatoires de la Coupe du monde de football 2018 : zone Océanie
Les éliminatoires de la zone Océanie pour la Coupe du monde 2018 sont organisées pour la FIFA par la Confédération du football d'Océanie (OFC) et concernent 11 sélections nationales pour 0 ou 1 place qualificative.

Europe • Afrique • Amérique du Nord, Centrale et Caraïbes
Amérique du Sud • Asie • Océanie

## Tour préliminaire
Ce tour préliminaire coïncide avec le tour préliminaire de la Coupe d'Océanie et concerne les 4 moins bonnes nations de la confédération au classement FIFA du mois d'avril 2014. Ces équipes se rencontrent lors d'un tournoi organisé du 31 août au 4 septembre 2015 dans l'archipel des Tonga.
| Rang | Équipe            | Pts | J | G | N | P | Bp | Bc | Diff |  | Résultats (▼ dom., ► ext.) |  |     |     |     |
| ---- | ----------------- | --- | - | - | - | - | -- | -- | ---- |  | -------------------------- |  | --- | --- | --- |
| 1    | Samoa             | 6   | 3 | 2 | 0 | 1 | 6  | 3  | +3   |  | Samoa                      |  | 3-2 | 0-1 | 3-0 |
| 2    | Samoa américaines | 6   | 3 | 2 | 0 | 1 | 6  | 4  | +2   |  | Samoa américaines          |  |     | 2-0 | 2-1 |
| 3    | Îles Cook         | 6   | 3 | 2 | 0 | 1 | 4  | 2  | +2   |  | Îles Cook                  |  |     |     | 3-0 |
| 4    | Tonga             | 0   | 3 | 0 | 0 | 3 | 1  | 8  | -7   |  | Tonga                      |  |     |     |     |

- Les Samoa terminent à la première place du groupe et se qualifient pour la phase finale de la Coupe d'Océanie qui sert de premier tour éliminatoire de la zone pour le mondial.

## Premier tour - Coupe d'Océanie de football 2016
Ce tour de qualification est joué dans le cadre de la Coupe d'Océanie de football 2016 qui se déroule en Papouasie-Nouvelle-Guinée du 28 mai au 11 juin 2016.
Les trois premiers de chaque groupe sont qualifiés pour le deuxième tour.
Répartition avant tirage au sort
Le tirage au sort du tournoi final a lieu le 25 juillet 2015 à Saint-Pétersbourg. Les huit équipes sont réparties dans deux pots, classées selon leur classement FIFA (entre parenthèses dans le tableau). Chacun des groupes est composé de deux équipes de chaque pot.
| Pot 1                    | Pot 2                           |
| ------------------------ | ------------------------------- |
| Nouvelle-Zélande (136)   | Vanuatu (197)                   |
| Nouvelle-Calédonie (167) | Fidji (199)                     |
| Tahiti (188)             | Papouasie-Nouvelle-Guinée (202) |
| Îles Salomon (191)       | Samoa (vainqueur premier tour)  |

### Groupe 1
| Rang | Équipe                    | Pts | J | G | N | P | Bp | Bc | Diff |  | Résultats (▼ dom., ► ext.) |  |     |     |     |
| ---- | ------------------------- | --- | - | - | - | - | -- | -- | ---- |  | -------------------------- |  | --- | --- | --- |
| 1    | Papouasie-Nouvelle-Guinée | 5   | 3 | 1 | 2 | 0 | 11 | 3  | +8   |  | Papouasie-Nouvelle-Guinée  |  | 1-1 | 2-2 | 8-0 |
| 2    | Nouvelle-Calédonie        | 5   | 3 | 1 | 2 | 0 | 9  | 2  | +7   |  | Nouvelle-Calédonie         |  |     | 1-1 | 7-0 |
| 3    | Tahiti                    | 5   | 3 | 1 | 2 | 0 | 7  | 3  | +4   |  | Tahiti                     |  |     |     | 4-0 |
| 4    | Samoa                     | 0   | 3 | 0 | 0 | 3 | 0  | 19 | -19  |  | Samoa                      |  |     |     |     |

### Groupe 2
| Rang | Équipe           | Pts | J | G | N | P | Bp | Bc | Diff |  | Résultats (▼ dom., ► ext.) |  |     |     |     |
| ---- | ---------------- | --- | - | - | - | - | -- | -- | ---- |  | -------------------------- |  | --- | --- | --- |
| 1    | Nouvelle-Zélande | 9   | 3 | 3 | 0 | 0 | 9  | 1  | +8   |  | Nouvelle-Zélande           |  | 1-0 | 3-1 | 5-0 |
| 2    | Îles Salomon     | 3   | 3 | 1 | 0 | 2 | 1  | 2  | -1   |  | Îles Salomon               |  |     | 0-1 | 1-0 |
| 3    | Fidji            | 3   | 3 | 1 | 0 | 2 | 4  | 6  | -2   |  | Fidji                      |  |     |     | 2-3 |
| 4    | Vanuatu          | 3   | 3 | 1 | 0 | 2 | 3  | 8  | -5   |  | Vanuatu                    |  |     |     |     |

## Deuxième tour

### Groupe A
| Rang | Équipe             | Pts | J | G | N | P | Bp | Bc | Diff |  | Résultats (▼ dom., ► ext.) |     |     |     |
| ---- | ------------------ | --- | - | - | - | - | -- | -- | ---- |  | -------------------------- | --- | --- | --- |
| 1    | Nouvelle-Zélande   | 10  | 4 | 3 | 1 | 0 | 6  | 0  | +6   |  | Nouvelle-Zélande           |     | 2-0 | 2-0 |
| 2    | Nouvelle-Calédonie | 5   | 4 | 1 | 2 | 1 | 4  | 5  | -1   |  | Nouvelle-Calédonie         | 0-0 |     | 2-1 |
| 3    | Fidji              | 1   | 4 | 0 | 1 | 3 | 3  | 8  | -5   |  | Fidji                      | 0-2 | 2-2 |     |

### Groupe B
| Rang | Équipe                    | Pts | J | G | N | P | Bp | Bc | Diff |  | Résultats (▼ dom., ► ext.) |     |     |     |
| ---- | ------------------------- | --- | - | - | - | - | -- | -- | ---- |  | -------------------------- | --- | --- | --- |
| 1    | Îles Salomon              | 9   | 4 | 3 | 0 | 1 | 6  | 6  | 0    |  | Îles Salomon               |     | 1-0 | 3-2 |
| 2    | Tahiti                    | 6   | 4 | 2 | 0 | 2 | 7  | 4  | +3   |  | Tahiti                     | 3-0 |     | 1-2 |
| 3    | Papouasie-Nouvelle-Guinée | 3   | 4 | 1 | 0 | 3 | 6  | 9  | -3   |  | Papouasie-Nouvelle-Guinée  | 1-2 | 1-3 |     |

### Barrage de zone
Les rencontres ont lieu les 1er et 5 septembre 2017.
| Équipe 1         | Résultat | Équipe 2     | Aller | Retour |
| ---------------- | -------- | ------------ | ----- | ------ |
| Nouvelle-Zélande | 8 – 3    | Îles Salomon | 6 - 1 | 2 - 2  |

## Barrage intercontinental
Les rencontres ont lieu les 11 et 15 novembre 2017. Le vainqueur de cette double confrontation est qualifié pour la Coupe du monde de football de 2018.
| Équipe 1         | Résultat | Équipe 2 | Aller | Retour |
| ---------------- | -------- | -------- | ----- | ------ |
| Nouvelle-Zélande | 0– 2     | Pérou    | 0 – 0 | 0 - 2  |